# Antje-Britt Mählmann
Antje-Britt Mählmann (* 1979 in Wilhelmshaven) ist eine deutsche Kunsthistorikerin und Kuratorin. Sie ist seit April 2022  künstlerische Direktorin des Museums Schloss Moyland im Kreis Kleve und war zuvor Leiterin der Lübecker Kunsthalle St. Annen. Ihr kuratorischer und wissenschaftlicher Fokus liegt auf fotografischen Medien, Performance und Bildhauerei in der modernen und zeitgenössischen Kunst.

## Werdegang
Antje-Britt Mählmann wurde 1979 in Wilhelmshaven geboren und studierte Photographic Arts an der University of Westminster in London, wo sie ihren Bachelor-Abschluss erwarb. Im Anschluss absolvierte sie ihr Masterstudium in Kunstgeschichte (Schwerpunkt Kunstvermittlung) an der Heinrich-Heine-Universität in Düsseldorf, wo sie 2015 auch promoviert wurde. In ihrer Dissertation wählte sie einen rezeptionsästhetischen Ansatz, um sich dem Spätwerk der Bildhauerin Louise Bourgeois – vor allem deren Spinnenserie wie Maman  – zu nähern.
An der Kunsthalle Emden absolvierte sie von 2015 bis 2017 ein wissenschaftliches Volontariat und kuratierte unter anderem die Ausstellung Your Story! Geschichten von Flucht und Migration in der zeitgenössischen Kunst. Darüber hinaus war sie eine der Kuratoren der grenzübergreifenden Ausstellung The American Dream. Amerikanischer Realismus 1945-2017, die parallel in der Kunsthalle Emden sowie im Drents Museum in Assen stattfand.  Seit August 2018 war sie künstlerische Leiterin der Lübecker Kunsthalle St. Annen, wo sie unter anderem Ausstellungen mit Manaf Halbouni, der Helsinki School und Armin Mueller-Stahl kuratierte. Ihre letzte Ausstellung dort war dem weiblichen Blick in der Modefotografie gewidmet: Female View. Modefotografinnen von der Moderne bis zum Digitalen Zeitalter. Diese Ausstellung kuratierte sie im Museum Schloss Moyland, mit leichten Anpassungen, ein zweites Mal. 
Als freie Kuratorin  arbeitete Mählmann außerdem in London und Düsseldorf, an der Kunsthalle Wilhelmshaven und beim Krefelder Kunstverein, sowie als Kunstvermittler im Von der Heydt-Museum in Wuppertal, der Kunsthalle Barmen und dem Essener Museum Folkwang.
Im April 2022 übernahm sie die seit 2018 nur kommissarisch besetzte Leitung des Museums Schloss Moyland mit seiner weltweit größten Sammlung an Werken von Joseph Beuys.

## Publikationen (Auswahl)

### Autorin
- Das Geheimnis der Spinnen. Werkstrategien und Betrachterwirkung im Spätwerk von Louise Bourgeois. (Dissertation, Universität Düsseldorf, 2015). Verlag und Datenbank für Geisteswissenschaften, Kromsdorf 2018, ISBN 978-3-89739-917-4.
- mit Armin Mueller-Stahl, Hans Wißkirchen, Daniel Günther, Jan Lindenau: Armin Mueller-Stahl: Nacht und Tag auf der Erde. Kulturstiftung Hansestadt Lübeck, Lübeck 2021, ISBN 978-3-942310-33-8.
- mit Grey Crawford, Timothy Persons, Marja Sakari: The nature of being. Hrsg.: Timothy Persons, Asia Żak Persons (= The Helsinki school. vol. 6). 1.  Auflage. Hatje Cantz, Berlin, Germany 2020, ISBN 978-3-7757-4699-1.
- mit Felix Billeter, Frank Boehm, Julia Cwojdzinski, Alexander Grönert: Erwin Heerich - ohne Titel. Wienand, Köln 2022, ISBN 978-3-86832-712-0.

### Herausgeberschaft
- mit H. R. Tupan, Annemiek Rens, Katharina Henkel (Hrsg.): The American dream amerikanischer Realismus 1945 bis 2017. Zwolle 2017, ISBN 978-94-6258-219-4.
- Kulturstiftung Hansestadt Lübeck (Hrsg.): Manaf Halbouni – Ostwind. Lübeck 2020, ISBN 978-3-942310-32-1.
- Nadine Barth, Eugenie Shinkle, Monika Frank, Diana Weis: Female view: Modefotografinnen von der Moderne bis zum digitalen Zeitalter. Hatje Cantz, Berlin 2022, ISBN 978-3-7757-5232-9.